# معبد کیوتو ریوزن گوکوکو

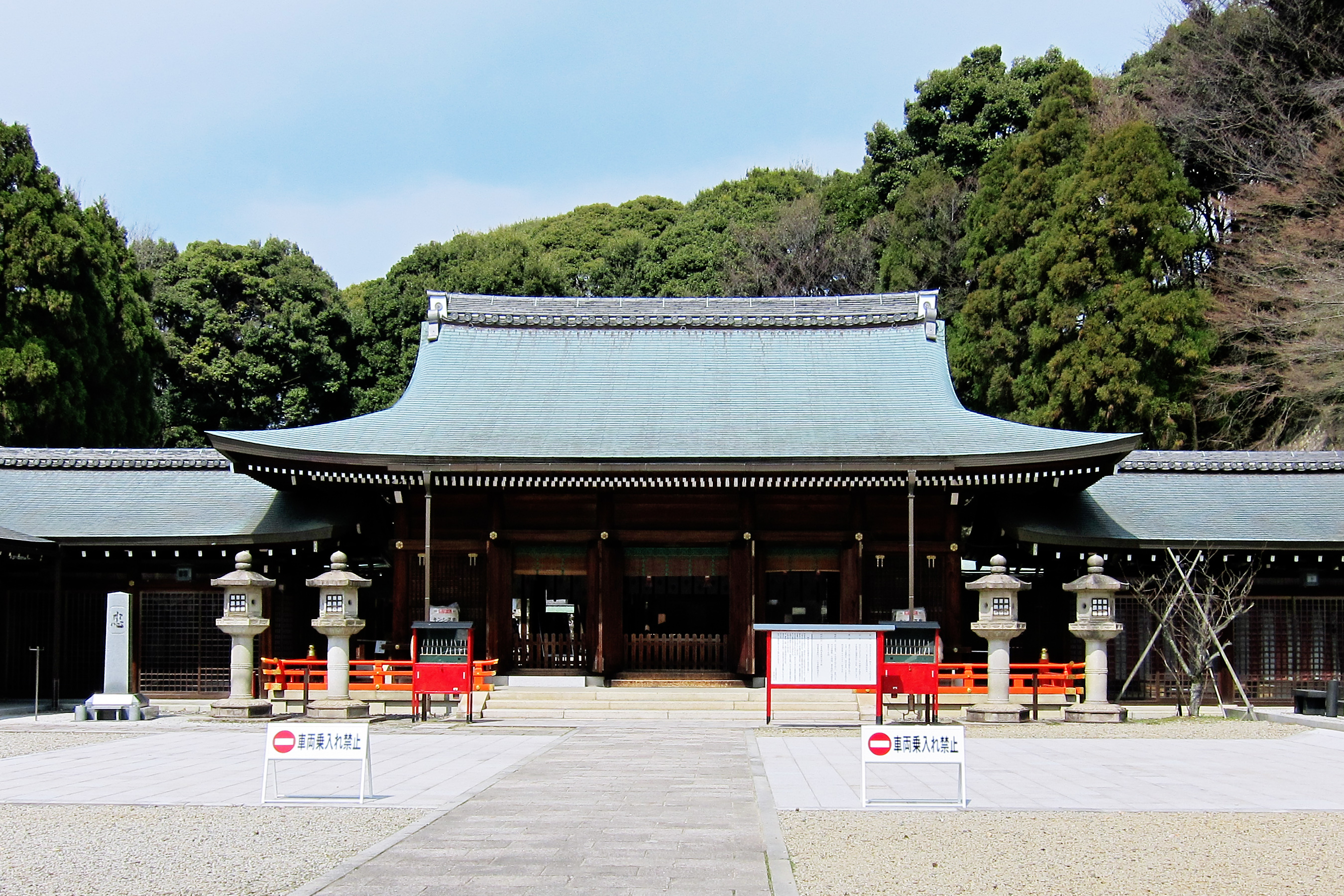

معبد کیوتو ریوزن گوکوکو (به ژاپنی: 京都霊山護国神社 Kyōto Ryōzen Gokoku Jinja) یک معبد شینتویی است که در کیوتو، ژاپن واقع شده است. آرامگاه ساکاموتو ریوما در این معبد قرار دارد.